# Palythoa fatua
Palythoa fatua is een Zoanthideasoort uit de familie van de Sphenopidae. De wetenschappelijke naam van de soort is voor het eerst geldig gepubliceerd in 1867 door Schultze.